# Кульчинский, Игнатий
Игна́тий Кульчи́нский (1694, Гродно или Владимир-Волынский — 9 января 1747) — деятель униатской церкви, историк. Доктор теологии.

## Биография
Родился в 1707 году в Гродно или Владимир-Волынском, учился в базилианских школах. Долгое время жил в Риме (1727—1735), где был генеральным прокуратором базилианской конгрегации и издал несколько произведений.
В 1736—1747 годах был архимандритом Борисоглебского (Коложского) монастыря в Гродно. Здесь он начал активно заниматься историей. В 1738 году издал «Инвентарь Гродненского Коложского базилианского монастыря», составленный на основе документов монастырского архива XV—XVIII веков. Примерно в это же время написал «Хронику игуменов, архимандритов, церковных старост и заступников Гродненского Коложского монастыря», сохранившуюся в рукописях и впервые изданную только в 1870 году.
Занимался изучением Жировицкого монастыря и креста Евфросинии Полоцкой. Писал на латыни и на польском, однако древние документы цитировал на языке оригинала. Автор первой доскональной работы по истории грекокатоличества — «Идеал русской церкви» («Specimen Ecclesiae Ruthenicae», издана в Риме в 1773 году).